# Alörarna, Karleby
Alörarna är en ö i Finland. Den ligger i sjön Larsmosjön och i kommunen Karleby i den ekonomiska regionen  Karleby  och landskapet Mellersta Österbotten, i den centrala delen av landet, 400 km norr om huvudstaden Helsingfors. Öns area är 15,9 hektar och dess största längd är 0,6 kilometer i nord-sydlig riktning. I omgivningarna runt Alörarna växer i huvudsak blandskog.